# مقاطعة جونز (كارولاينا الشمالية)
مقاطعة جونز (بالإنجليزية: Jones County)‏ هي إحدى مقاطعات ولاية كارولاينا الشمالية في الولايات المتحدة الأمريكية. مركز المقاطعة أو مقعدها هي مدينة ترينتون. تأسست هذه المقاطعة سنة 1779.أصل هذه المقاطعة يأتي من: مقاطعة كريفين.

## أعلام
- ناثان بريان
- ألفرد ك. فلاورز